# 勒维让 (康塔尔省)
勒维让（法語：Le Vigean，法語發音：[lə viʒɑ̃]）是法国康塔尔省的一个市镇，位于该省西北部，属于莫里亚克区。

## 地理
勒维让（45°13'36"N, 2°21'11"E）面积28.99 平方千米，位于法国奥弗涅-罗讷-阿尔卑斯大区康塔爾省，该省份为法国中南部省份，位于法國中央高原中心，北起科雷兹省、上盧瓦爾省和多姆山省，西接洛特省和科雷兹省，南至阿韦龙省和洛特省，东临上盧瓦爾省和洛泽尔省。
与勒维让接壤的市镇（或旧市镇、城区）包括：阿利、昂格拉尔德萨莱尔、沙尔维尼亚克、德吕雅克、埃斯科拉耶、雅莱拉克、莫里亚克、梅阿莱、萨兰、苏尔尼亚克。

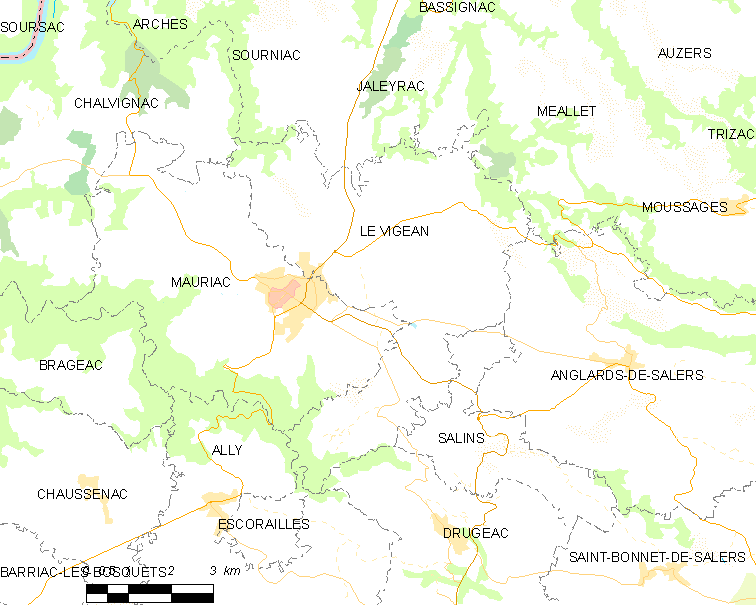
的OSM定位图

勒维让的时区为UTC+01:00、UTC+02:00（夏令时）。

## 行政
勒维让的邮政编码为15200，INSEE市镇编码为15261。

## 政治
勒维让所属的省级选区为莫里亚克县。

## 人口

1962-2008年间人口变化图示

勒维让于2022年1月1日时的人口数量为800人。